# Thomas Brothers T-2
Thomas Brothers T-2 – amerykański samolot zaprojektowany i zbudowany w firmie Thomas-Morse Aircraft w 1914. Był to pierwszy samolot zaprojektowany dla Thomas Brothers przez Benjamina Thomasa. Pod względem osiągów T-2 był jednym z najlepszych ówczesnych samolotów. 24 egzemplarze T-2 zostały zamówione przez Royal Naval Air Service, siły lotnicze należące do Royal Navy. W późniejszym czasie na zamówienie United States Navy powstała większa wersja tego samolotu SH-4.

## Tło historyczne
Założona w 1910 przez braci Williama i Olivera Thomasów firma Thomas Brothers Company wyprodukowała w latach 1910-14 kilka udanych typów samolotów sportowych. W 1914 do firmy przyłączył projektant Benjamin Douglas Thomas (zbieżność nazwisk jest przypadkowa, nie był on spowinowacony z braćmi Thomas), który wcześniej pracował dla Curtissa, gdzie zaprojektował Curtiss Model J.
Benjamin Thomas początkowo nie otrzymywał żadnego wynagrodzenia za swoją pracę. Według umowy miał on nadzorować budowę wcześniej zaprojektowanych maszyn i rozpocząć prace nad nowym samolotem, jego wynagrodzenie miało stanowić połowa przyszłych dochodów ze sprzedaży samolotów. Thomas rozpoczął prace projektowe nad nową konstrukcją prawie natychmiast po przyłączeniu się do firmy, w projektowaniu nowego samolotu wykorzystał doświadczenia zdobyte przy projektowaniu wcześniejszych samolotów Curtiss Model J oraz Curtiss Model H.

## Opis konstrukcji
Thomas Brothers T-2 był jednosilnikowym, dwumiejscowym dwupłatowiec o klasycznej konstrukcji, skrzydła samolotu miały dwa rzędy łączących je wsporników (tzw.two-bay wing). Prototypowy samolot napędzany był 90-konnym silnikiem Austro-Daimler, samoloty budowane seryjnie na zamówienie RAN wyposażone były w silnik Curtiss OX-5, także o mocy 90 KM.

## Historia
Prototyp został oblatany 7 grudnia 1914 w Ithace. Pod względem osiągów był to jeden z najlepszych samolotów ówczesnej epoki, jego prędkość maksymalna wynosiła 83 mile na godzinę (133 km/h), a obciążony jednym pasażerem i dodatkowym ładunkiem o masie tysiące funtów (450 kg) wznosił się na wysokość 3800 stóp (1150 m) w ciągu dziesięciu minut. W 1915 po serii testów przeprowadzonych przez brytyjską komisję, Admiralicja zamówiła dwadzieścia cztery egzemplarze tego samolotu w dwóch seriach po dwanaście sztuk. Pomimo znakomitych osiągów nie zamówiono dodatkowych samolotów tego typu, co było związane z problemami z dostępnością silników Curtiss. W późniejszym czasie na bazie T-2 zbudowano jego większą wersję rozwojową SH-4 zamówioną przez United States Navy.